# О Соколу коњу да вам кажем
„О Соколу коњу да вам кажем” је југословенски кратки ТВ филм из 1981. године. Режирао га је Миљенко Дерета а сценарио је написао Зоран Петровић.

## Улоге
| Глумац        | Улога |
| ------------- | ----- |
| Ђорђе Јелисић |       |